# 잉장구
잉장구(한국어: 영강구, 중국어: 迎江区, 병음: Yíngjiāng Qū)는 중화인민공화국 안후이성 안칭 시의 현급 행정구역이다. 넓이는 207km2이고, 인구는 2007년 기준으로 210,000명이다.

## 행정 구역
6개 가도, 1개 진, 3개 향을 관할한다.
- 가도: 宜城路街道, 新河路街道, 华中路街道, 人民路街道, 孝肃路街道, 建设路街道.
- 진: 老峰镇.
- 향: 龙狮桥乡, 长风乡, 新洲乡.